# Microsoft Fingerprint Reader

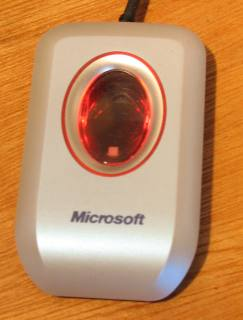
Microsoft Fingerprint Reader

Microsoft Fingerprint Reader là một thiết bị được Microsoft bày bán chủ yếu dành cho gia đình và các doanh nghiệp nhỏ sử dụng. Phần mềm cơ bản này cung cấp sinh trắc học dưới sự phát triển của hãng Digital Persona.
Đây là trình đọc dấu vân tay an toàn, đáng tin cậy và tiện lợi hơn so với mật khẩu truyền thống thông thường, dù chúng hay bị làm giả. Hệ thống nhận dạng dấu vân tay này có sự liên kết chặt chẽ hơn với một người dùng cụ thể, chẳng hạn như loại thẻ truy cập rất dễ bị đánh cắp.
Microsoft Fingerprint Reader lần đầu tiên ra mắt vào ngày 4 tháng 9 năm 2004, thiết bị này hỗ trợ hệ điều hành Windows XP và Windows Vista x86. Ngoài ra người dùng có thể sửa đổi để thiết bị chạy được Windows 64-bit. Sản phẩm này bị ngừng cung cấp ngay sau khi phát hành Windows Vista.